# Колеџ слободних вештина
Колеџ слободних вештина (енгл. Liberal arts college) је универзитет чија је превасходна делатност образовање додипломских студената у областима слободних вештина. „Слободне вештине“ у овом смислу се не односе на седам слободних вештина Старог и Средњег века. Институције слободних вештина се одликују курикулумом који за циљ има преношење општег знања и развој општих интелектуалних способности, насупрот професионалном, специјализованом, занатском, или техничком курикулуму, какве нуде специјализовани програми истраживачких универзитета, пословне, правне и здравствене школе и профитни универзитети, народни универзитети, политехнике или технички факултети.
Иако историјски први програми који се у наше време зову слободним вештинама потичу из Европе, овај вид образовања данас је најприсутнији у САД, за које се овај израз данас везује. Међу најпознатијима су колеџи „Мале тројке“ (Амхерст, Вилијамс, и Веслијан) и „Мали ајвији“ у Енглеској, те и даље претежено женски „Колеџи Седам сестара“ дуж североисточне обале САД. Међутим, сличне институције налазе се широм САД.
Међу примерима колеџа слободних вештина у другим земљама су Бишопс и Маунт Алисон универзитети у Канади, Европски колеџ слободних вештина у Немачкој, или Рузвелтова академија и Универзитетски колеџи у Амстредаму и Утрехту у Холандији. Међутим, посебно у Европи, образовање које се преноси у америчким колеџима слободних вештина се нуди у посебним средњим школама, или гимназијама. Искуство какво имају студенти на колеџима слободних вештина у САД је типично америчко, и покушаји да се оно понуди другде махом нису успели.
Међу основним аспектима по којима се колеџи слободних вештина разликују од додипломског образовања у другим земљама су:
- Колеџи слободних вештина су мањи од универзитета, што обично значи да се сваком студенту поклања више пажње. Колеџи слободних вештина типично имају нижи однос броја студената и професора, предавања држе професори (а на асистенти како је често случај на истраживачким универзитетима) и то у мањим групама уз отворенији приступ студената професору.
- Колеџи слободних вештина су резиденцијални, што значи да студенти живе и уче ван куће, често по први пут, и уче да живе са другима. Они се налазе у мањим срединама у којима живот на колеџу игра доминантну друштвену улогу, а искуство резиденцијалног живљења излаже студенте разним културним, политичким, и интелектуалним догађајима које они можда не би посећивали у нерезеденцијалном окружењу.
- Колеџи слободних вештина обично подразумевају двогодишње изучавање слободних вештина или општег знања пре него што се студент определи за основну област студија (енгл. major).